# Mohsen Araki
O Aiatolá Xeique Mohsen Araki (em persa: محسن اراکی; em árabe: محسن الأراكي) é um estudioso, clérigo, professor universitário e político iraniano. É membro da Assembléia dos Peritos no Irão, importante clérigo e um dos estudantes do pensador islâmico Grande Aiatolá Mohammad Baqir al-Sadr. 

## Vida
Nasceu em Najaf, Iraque. Participou do seminário islâmico em Najaf e Qom. Fluente em árabe e inglês, é autor de dezenas de livros em persa, árabe e inglês. Foi o representante pessoal do Aiatolá Ali Khamenei (o Líder Supremo do Irão) em Londres e também o chefe do Centro Islâmico da Inglaterra até 2004.

## Trabalho
Causality and Freedom (Al-Tawhid, Volume 17, n.2, primavera de 2003) 